# Burnmouth
Burnmouth è un piccolo villaggio di pescatori situato adiacente alla strada A1 sulla costa orientale della Scozia. È il primo villaggio in Scozia sulla A1, dopo aver attraversato il confine con l'Inghilterra. Burnmouth si trova nella parrocchia di Ayton, nell'area scozzese della Scozia e governata dallo Scottish Borders.